# Église Notre-Dame (Hoëricourt)
Pour les articles homonymes, voir Église Notre-Dame.
L'église Notre-Dame d'Hoëricourt est un édifice situé dans la ville de Saint-Dizier, dans la Haute-Marne en région Grand Est.

## Histoire
Les siècles des principales campagnes de construction sont le 4e quart du XIIe siècle et le 1er quart du XIIIe siècle.
Les vestiges de l'église d'Hoëricourt sont inscrits au titre des monuments historiques par arrêté du 25 septembre 1925.